# HILPDA
HILPDA (англ. Hypoxia inducible lipid droplet associated) – білок, який кодується однойменним геном, розташованим у людей на 7-й хромосомі. Довжина поліпептидного ланцюга білка становить 63 амінокислот, а молекулярна маса — 6 950.
| 10         |  | 20         |  | 30         |  | 40         |  | 50         |
| ---------- |  | ---------- |  | ---------- |  | ---------- |  | ---------- |
| MKHVLNLYLL |  | GVVLTLLSIF |  | VRVMESLEGL |  | LESPSPGTSW |  | TTRSQLANTE |
| PTKGLPDHPS |  | RSM        |  |            |  |            |  |            |

A: Аланін

D: Аспарагінова кислота

E: Глутамінова кислота

F: Фенілаланін

G: Гліцин

H: Гістидин

I: Ізолейцин

K: Лізин

L: Лейцин

M: Метіонін

N: Аспарагін

P: Пролін

Q: Глутамін

R: Аргінін

S: Серин

T: Треонін

V: Валін

W: Триптофан

Кодований геном білок за функцією належить до фосфопротеїнів. 
Задіяний у такому біологічному процесі, як відповідь на стрес. 
Локалізований у мембрані, ліпідних краплях.
Також секретований назовні.